# Euryoryzomys emmonsae
Euryoryzomys emmonsae é uma espécie de roedor da família Cricetidae. Endêmica do Brasil, onde pode ser encontrada na bacia amazônica ao sul do rio Amazonas, entre os rios Xingu e Tocantins.